# Lee Sawyer
Lee Sawyer (Leytonstone, 9 de outubro de 1989) é um futebolista inglês. Atualmente, defende o Southend United.

## Carreira
Sawyer jogou nas categorias de base do Chelsea desde 2001, tendo firmado seu primeiro contrato profissional com os Blues em julho de 2007. Na última partida da temporada 2006-07, Sawyer foi relacionado para o banco pela primeira vez, para a partida contra o Everton, mas acabou não jogando. Após o fim da temporada, Sawyer foi relacionado para a pré-temporada nos Estados Unidos, mas acabou sendo cortado por uma lesão.
Em 18 de agosto de 2008, Sawyer foi emprestado ao Southend United por três meses, para ganhar mais experiência. Após o empréstimo, retornou ao Chelsea, sendo incorporado ao elenco principal em 3 de janeiro de 2009, mas vinte e três dias depois, foi emprestado novamente, agora, ao Coventry City, permanecendo um mês.
De volta do empréstimo aos Sky Blues, Sawyer continuou sem chances na equipe principal e, novamente, foi emprestado, dessa vez ao Wycombe Wanderers, até o fim da temporada 2008-09. Após retornar dos Chairboys, foi emprestado novamente ao Southend United, com contrato para permanecer até janeiro de 2010.
Alguns meses depois, Sawyer foi dispensado após atos de indisciplina, retornando ao Chelsea em 26 de outubro. Em 12 de novembro, foi anunciado a rescisão de contrato de Sawyer com os Blues. Ficou sem clube durante um período, assinando apenas em 14 de janeiro de 2010 um contrato de curto prazo com o Barnet. Após não renovar o contrato, foi dispensado.
Conseguiria um novo clube apenas no final do ano, quando assinou em 12 de novembro com o Woking, que disputava apenas o campeonato regional. Acabaria deixando o clube em 17 de janeiro de 2011, quando foi liberado para assinar com o Southend United, onde teve uma passagem emprestado pelo Chelsea. Estreou três dias depois, quando entrou aos 69 minutos de partida no lugar de Kane Ferdinand.